# Annegret Kroniger
Annegret Kroniger (* 24. September 1952 in Bochum) ist eine ehemalige deutsche Leichtathletin, die für die Bundesrepublik bei den Olympischen Spielen 1976 in Montréal die Silbermedaille in der 4-mal-100-Meter-Staffel gewann (42,59 s, zusammen mit Inge Helten, Annegret Richter und Elvira Possekel). Im 200-Meter-Lauf dieser Spiele schied sie im Vorlauf aus.

## Weitere Erfolge
- 1971, Europameisterschaften: Platz 5 im 200-Meter-Lauf (23,6 s)
- 1972, Olympische Spiele: Platz 5 im 200-Meter-Lauf (22,89 s)
- 1974, Europameisterschaften: Platz 2 mit der 4-mal-100-Meter-Staffel (42,75 s, zusammen mit Elfgard Schittenhelm, Annegret Richter und Inge Helten); Platz 6 im 200-Meter-Lauf (23,38 s)

Kroniger gehörte bis 1971 dem USC Bochum an, danach dem USC Mainz. In ihrer aktiven Zeit war sie 1,71 m groß und wog 60 kg. Sie bestritt 30 Länderkämpfe und ist seit 1976 Trägerin des Silbernen Lorbeerblattes. Nach ihrem Rücktritt 1977 gab sie zu, mit Anabolika gedopt zu haben. Sie war mit dem Hochspringer Walter Boller verheiratet.

## Deutsche Meisterschaften

### 200 Meter
- 1971 Zweite hinter Rita Wilden und vor Inge Helten
- 1972 Meisterin vor Christiane Krause und Annelie Wilden
- 1973 Meisterin vor Annegret Richter und Rita Wilden
- 1974 Zweite hinter Annegret Richter und vor Elfgard Schittenhelm
- 1976 Zweite hinter Annegret Richter und vor Claudia Steger

### 100 Meter
- 1973 Dritte hinter Elfgard Schittenhelm und Annegret Richter
- 1976 Zweite hinter Annegret Richter und vor Elvira Possekel

### 200 Meter (Halle)
- 1970 Meisterin
- 1971 Meisterin

## Europameisterschaften
- Paris 1970 (Junioren): Silbermedaille über 200 Meter und Silbermedaille in der Staffel mit Bömelburg, Walter, Springsguth über 4-mal 100 Meter
- Grenoble 1972 (Halle): Goldmedaille in der Staffel mit Schittenhelm, Tackenberg, Rita Wilden über 4-mal eine Runde

## Bestzeiten
- 100 Meter     11,1 s – 11,33 s e
- 200 Meter     22,89 s e